# Las Arrias
Las Arrias es una localidad cordobesa situada en el departamento Tulumba, provincia de Córdoba, Argentina.
Está compuesta por 1497 habitantes (Indec, 2022) y se encuentra situada sobre la ruta provincial 16 y sobre el ferrocarril de cargas General Mitre, a 148 km de la Ciudad de Córdoba.
La principal actividad económica es la agricultura seguida por la ganadería y se encuentran en la localidad numerosos establecimientos agrícolas como plantas de silos, terminales de granos, oficinas, etc.
La industria de la zona se encuentra estrechamente relacionada con el campo.
Existen en la localidad un hospital municipal (en el CIC se atienden diferentes especialidades médicas), 1 comisaría con patrulla rural, 1 centro de cuidados infantiles, 1 jardín de infantes, escuela primaria, secundaria, CENMA, CEMPA y carreras a término de nivel terciario.
En cuanto a lo cultural, se realizan numerosos talleres culturales, educativos y laborales.  En el año 2010 se creó el CEHLA: Centro Municipal de Estudios Históricos de Las Arrias, que está trabajando intensamente en la investigación y publicación de diversos aspectos de la historia local, teniendo como proyecto más importante la creación de un futuro museo local.

## Población
Cuenta con 1497 habitantes (Indec, 2022), lo que representa un incremento del 26,3% frente a los 1104 habitantes (Indec, 2010) del censo anterior.
| Gráfica de evolución demográfica de Las Arrias entre 1991 y 2022 |
|                                                                  |
| Fuente: Censos nacionales del INDEC                              |

## Sismicidad
La sismicidad de la región de Córdoba es frecuente y de intensidad baja, y un silencio sísmico de terremotos medios a graves cada 30 años en áreas aleatorias. Sus últimas expresiones se produjeron:
- 22 de septiembre de 1908 (116 años), a las 17.00 UTC-3, con 6,5 Richter, escala de Mercalli VII; ubicación 30°30′0″S 64°30′0″O / -30.50000, -64.50000; profundidad: 100 km; produjo daños en Deán Funes, Cruz del Eje y Soto, provincia de Córdoba, y en el sur de las provincias de Santiago del Estero, La Rioja y Catamarca[2]

- 16 de enero de 1947 (78 años), a las 2.37 UTC-3, con una magnitud aproximadamente de 5,5 en la escala de Richter (terremoto de Córdoba de 1947)[1]

- 28 de marzo de 1955 (70 años), a las 6.20 UTC-3 con 6,9 Richter: además de la gravedad física del fenómeno se unió el desconocimiento absoluto de la población a estos eventos recurrentes (terremoto de Villa Giardino de 1955)

- 7 de septiembre de 2004 (20 años), a las 8.53 UTC-3 con 4,1 Richter

- 25 de diciembre de 2009 (15 años), a las 21.42 UTC-3 con 4,0 Richter